# 박영주 (아나운서)
박영주(朴英珠, 1961년 5월 30일 ~ )는 KBS의 아나운서이다. 1985년 12월 KBS 11기로 입사했다.

## 학력
- 덕성여자대학교 영어영문학과
- 이화여자대학교 사회복지대학원

## 경력
- 1985년 4월 : KBS 11기 아나운서 입사
- 1985년 12월 ~ 2002년 : KBS 편성본부 아나운서실 아나운서
- 2005년 4월  ~  2006년 12월 : KBS 편성본부 KBS한국어팀 아나운서
- 2006년 12월  ~ 2017년 : KBS 편성본부 KBS한국어팀 팀장
- 2018년 ~ 2020년 : KBS포항방송국 국장

## 방송 진행
- KBS 1TV : 1987년 ~ 1989년 《가정저널》, 《남북의 창》, 《국악무대》 진행
- KBS 제3라디오 : 2000년 《내일은 푸른하늘》 진행
- KBS 제3라디오 : 2005년 《3라디오 북카페》 진행
- KBS 제3라디오 : 2010년 《우리는 한국인입니다》 진행
- KBS 1TV : 2012년 《명작 스캔들》 진행